# Georges Pompidou
Georges Jean Raymond Pompidou, francoski politik in državnik, * 5. julij 1911, Montboudif, Cantal, † 2. april 1974, Pariz.
Georges Pompidou je bil ministrski predsednik Francije od leta 1962 do 1968, s čimer si lasti najdaljši staž na tem položaju. Leto kasneje je prevzel funkcijo predsednika države, ki jo je ohranil vse do svoje smrti v letu 1974.

## Življenjepis
Po diplomi iz književnosti na École Normale Supérieure je sprva poučeval na liceju, leta 1953 pa se je na povabilo francoskega bankirja barona Rothschilda zaposlil v njegovi banki. Leta 1956 je bil imenovan za generalnega direktorja banke, kjer je ostal do leta 1962, ko je na prošnjo Charlesa de Gaulla postal upravnik Aninega sklada za Downov sindrom (de Gaullova hčerka Anne je imela Downov sindrom). 
Pod de Gaullom je 14. aprila še istega leta prevzel položaj ministrskega predsednika potem, ko je odstopil njegov predhodnik Michel Debré. Ker ni bil član Državnega zbora, je bilo njegovo imenovanje sporno. Tako mu je bila oktobra v Državnem zboru izglasovana nezaupnica, posledično pa je de Gaulle razpustil Državni zbor. Na novih volitvah so Gaullisti zmagali, Pompidou pa je bil ponovno izbran za predsednika vlade. Leta 1964 se je moral soočiti s stavko rudarjev. Na volitvah 1967 je kot vodja kampanje za Gaulliste (Zveza demokratov za Republiko) dosegel relativno zmago. Leto kasneje je sledila študentska vstaja, ki se je z njegovim posredovanjem med študenti in delavskimi sindikati na eni ter delodajalci na drugi strani rešila po mirni poti. Kljub temu je med njim in de Gaullom prišlo do nesoglasij. Na ponovnih volitvah 1968 je Pompidou ponovno zmagal, vendar je kasneje podal svoj odstop. V januarju 1969 je kot uspešni posrednik v študentski krizi in tako mogoči naslednik de Gaulla napovedal kandidaturo za položaj predsednika države. Nekaj tednov kasneje se mu je zgodila afera Markovic, v kateri se je v negativnem smislu pojavilo ime njegove žene. 

### Predsednik Francije
Po neuspehu francoskega ustavodajnega referenduma 1969, ki bi vodil k decentralizaciji vlade in reformi Senata, ter odstopu de Gaulla s položaja predsednika so sledile volitve, na katerih je Pompidou v drugem krogu z veliko razliko porazil tekmeca, predsednika Senata in posledično predsednika države v medvladju Alaina Pohera.
Kot pragmatik je Pompidou za razliko od njegovega predhodnika dovolil Združenemu kraljestvu, da se pridruži Evropski skupnosti v letu 1973. Sodeloval je pri načrtu industrializacije in vzpostavil vesoljski program Arianespace. Do ministrskega predsednika Chaban-Delmasa in njegovega programa »Nove družbe« je bil skeptičen, leta 1972 ga je zamenjal bolj konzervativni Pierre Messmer. V času opozicijskega poenotenja s Skupnim programom pred volitvami 1973 si je Pompidou z vključitvijo centrističnih proevropskih strank razširil svojo predsedniško večino. Umrl je nepričakovano za limfnim rakom, ko je bil še vedno na položaju predsednika Francije.

#### Zapuščina
Njegov čas predsedovanja Franciji je bil zaznamovan s prizadevanjem za posodobitev francoskega glavnega mesta, kar se vidi z izgradnjo muzeja sodobne umetnosti - Centra Beaubourg (po njegovi smrti preimenovanega v Center Pompidou) na robu pariškega okrožja Le Marais. Med ostale projekte modernizacije mesta sodijo med drugim rušitev odprtih trgov pri Les Halles in nadomestitev z metrojem in stolpnico Tour Montparnasse ter izgradnja hitre ceste na desnem bregu reke Sene.